# 岛艾蛛
岛艾蛛（学名：Cyclosa insulana）为园蛛科艾蛛属的动物。分布于地中海至澳大利亚、台湾岛以及中国大陆的四川、浙江、安徽、湖南等地，主要栖息于山区灌木丛及农田。